# John Bourchier (2e comte de Bath)
Pour les articles homonymes, voir John Bourchier et Bourchier.
John Bourchier, 2e comte de Bath (1499 dans le Devon - 10 février 1561) est un comte de la pairie d'Angleterre. Il est également 12e baron FitzWarin, baron Daubeney et 4e comte d'Eu.

## Origines
Il est le fils de John Bourchier (1er comte de Bath) et de Cecily Daubeney. Il est cousin germain d'Anne Stanhope, fille de la sœur du 1er comte de Bath, Elizabeth Bourchier. Lors de son mariage avec Edward Seymour (1er duc de Somerset), elle devient la belle-sœur de la reine Jeanne Seymour et donc la tante du roi Édouard VI. Après la mort d'Henri VIII, sa veuve, Catherine Parr, épouse Thomas Seymour, 1er baron Seymour de Sudeley. Cela a fait d'Anne la belle-sœur de deux reines anglaises.

## Carrière
En 1519, il est nommé shérif du Somerset et shérif du Dorset et fait chevalier en 1523. À la mort du roi Édouard VI (1547-1553), il est l'un des premiers à déclarer la reine Mary son héritière légitime. Il est nommé conseiller privé en 1533 et est commissaire au couronnement de la reine Mary. Bourchier est également commissaire au procès de Lady Jane Grey .
Il est aussi Lord-lieutenant de Cornouailles, Lord-Lieutenant de Devon, Lord-Lieutenant de Dorset et Gouverneur du château de Beaumaris.
En 1539, il se voit accorder par le roi Henri VIII les manoirs de Hackpen, Sheldon, Bolham et Saint Hill, ayant déjà hérité de la baronnie féodale d'Okehampton de sa grand-mère, Elizabeth Dynham.

## Mariages
John Bourchier se marie trois fois:

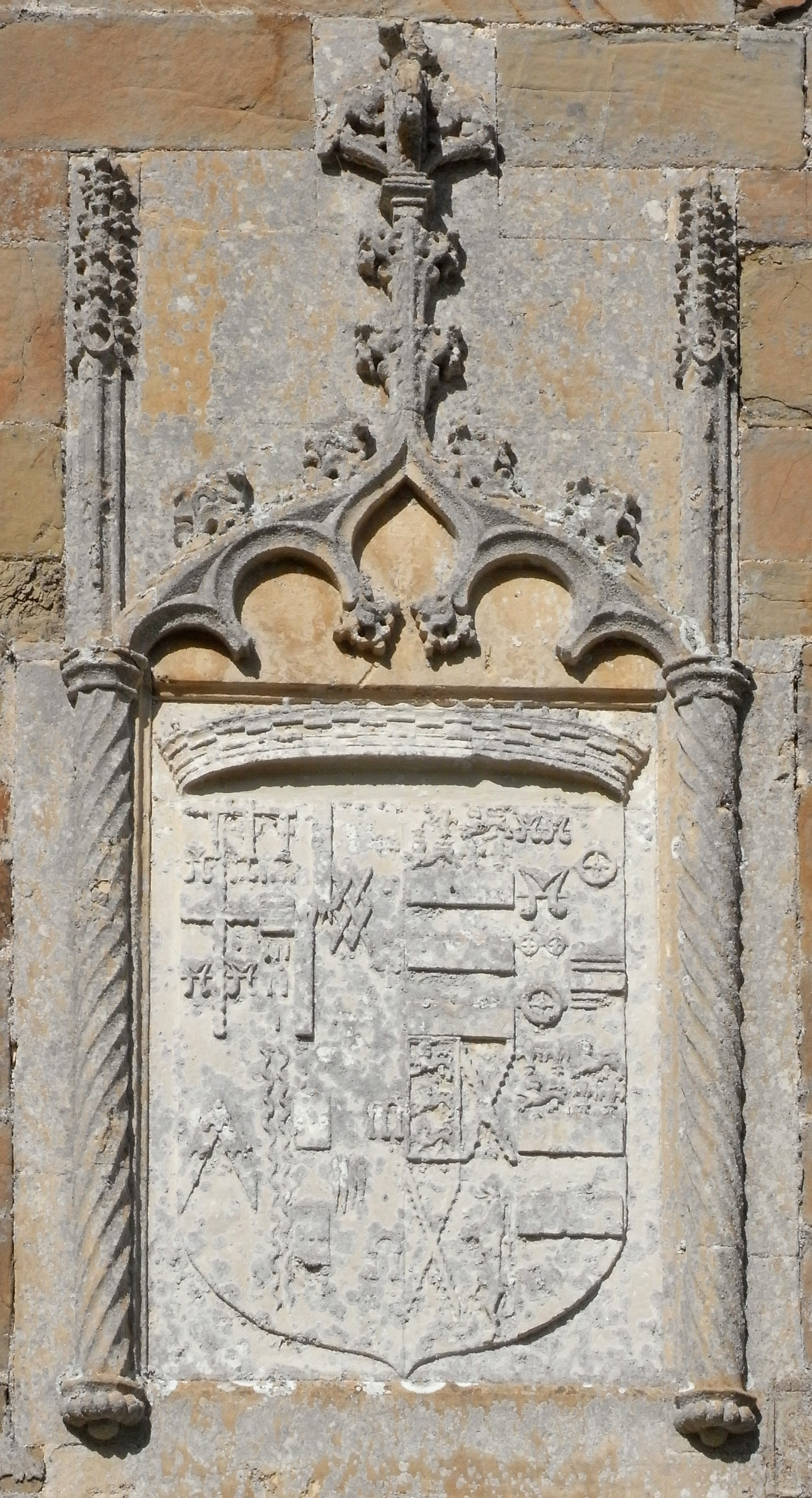
Armoiries de Bourchier empalant Manners, sculptées au-dessus de la porte de l'allée sud du chœur, construite par le 2e comte, église de Tawstock. Représentant les armes de John Bourchier, 2e comte de Bath (1499 - 1560/61) (avec 10 cantonnements) empalant Manners (avec 4 cantonnements), pour sa seconde épouse Eleanor Manners, fille de George Manners, 11e baron de Ros (vers 1470 – 1513)

- Avec Elizabeth (ou Isabel) Hungerford, fille de Walter Hungerford (mort en 1516), de Farleigh, fils cadet de Robert Hungerford (3e baron Hungerford) (1428-1464)[4]. Par Elizabeth, il a une fille:
  - Élisabeth Bourchier[5]
- Avant le 25 mai 1524 à Eleanor Manners, fille de George Manners (11e baron de Ros) par sa femme Anne St Leger. Par Eleanor, il a des enfants dont:
  - John Bourchier, Lord FitzWarin, décédé avant son père. Il épouse sa belle-sœur Frances Kitson (décédée en 1586), la fille de la 3e épouse de son père issue de son 1er mariage avec Thomas Kitson (décédé en 1540). Son monument à l'effigie couchée existe dans l'église de Tawstock et est couvert par le plus ancien auvent à six colonnes du Devon[6]. Ils sont les parents de William Bourchier (3e comte de Bath).
  - George Bourchier, soldat et homme d'État en Irlande; père de Henry Bourchier (5e comte de Bath) (en).

- Le 4 décembre 1548, à Margaret Donnington [7],[8] (décédée en 1562) fille et unique héritière de John Donnington (décédé en 1544) de Stoke Newington, membre de la Worshipful Company of Salters [9],[10] par sa femme Elizabeth Pye [11]. Margaret Donnington est la veuve successivement de Thomas Kitson (mort en 1540), le constructeur de Hengrave Hall dans le Suffolk, et ensuite de Richard Long (mort en 1546) de Wiltshire, Great Saxham et Shingay, Cambridgeshire, Gentleman de la chambre privée d'Henri VIII. Margaret Donnington est une femme forte d'esprit qui insiste pour qu'en même temps que son mariage avec Bourchier, son fils et héritier épouse sa propre fille Frances Kitson. Le double mariage a lieu à Hengrave le 11 décembre 1548[12].

Il meurt le 10 février 1560/61 et est inhumé le 10 mars à Hengrave, Suffolk. Il est remplacé par son petit-fils.